# 鰻
鰻魚是鰻鱺目（學名：Anguilliformes）分類下的物種總稱，包含20科111屬總共大約800種。部分鰻魚和鮭魚一樣具有洄游特性。
另外有些魚類如八目鰻、電鰻、黃鱔等，長相類似鰻魚而容易被誤認，但在分類上屬於完全獨立於鰻魚外的演化支。

## 特征

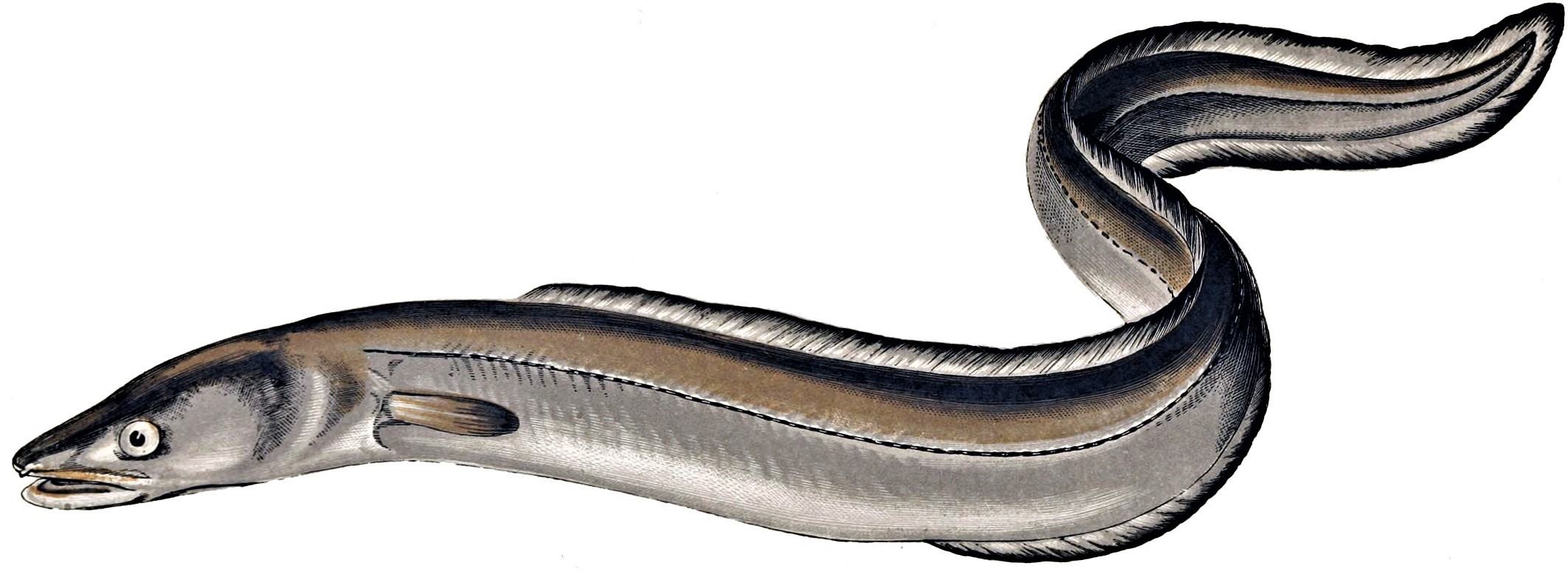
歐洲康吉鰻為最重的鰻魚。

鰻魚的外型類似長條蛇狀的棍棒形，長度最小為5 cm（2.0英寸）（單頜鰻屬），最長則可至4米（13英尺）（長尾彎牙海鱔）。成年體重範圍大約在30 g（1.1 oz）至超過110（240磅）。腹鰭退化，部分種類缺乏胸鰭，背鳍、臀鰭與尾鰭則完全相連。
大部分的鰻魚居住在淺海，潛伏在沙中、泥中或是礁石當中，多為夜行性。也有部分鰻魚生活在深海中，深度可達4,000米（13,000英尺）。鰻鱺科為迴游性魚類，生活於淡水但會游回海中產卵。
最重的鰻魚為歐洲康吉鰻，最高體重110（240磅），體長則可達3米（9.8英尺）。其他鰻魚體重較輕，但擁有更長的身長，例如長尾彎牙海鱔最大體型就可達4米（13英尺）。

## 分佈
全世界的鰻魚主要生長於熱帶及溫帶地區水域，除了歐洲鰻（Anguilla anguilla）及美洲鰻（Anguilla rostrata）分布在大西洋外，其餘均分布在印度洋及太平洋區域。

## 生活史
鰻魚在陸地的河川中生長，成熟後洄游到海洋中產卵地產卵，一生只產一次卵，產卵後就死亡。這種生活模式，與鮭魚的溯河洄游（anadromous）相反，稱為降河洄游（catadromous）。在溯河的過程中，鰻苗必須穿過許多障礙物，例如堰、堤壩或是天然瀑布。現今有許多河道設有魚道，可以幫助這些魚在不耗盡體力的前提下溯河。
其生活史分為6個不同的發育階段，為了適應不同環境，不同階段的體型及體色都有很大的改變：
- 卵期（egg-stage）：位於深海產卵地。
- 柳葉鰻（leptocephalus）：在大洋隨洋流長距離漂游，此時身體扁平透明，薄如柳葉，便於隨波逐流。以海洋雪為主食。
- 玻璃鰻（glass eel）：在接近沿岸水域時，身體轉變成流線型，減少阻力，以脫離強勁洋流。
- 鰻線（elvers）：進入河口水域時，開始出現黑色素，卻也形成養殖業鰻苗的捕捉來源。
- 黃鰻（yellow eel）：在河川的成長期間，魚腹部呈現黃色。
- 銀鰻（silver eel）：在成熟時，魚身轉變成類似深似深海魚的銀白色，同時眼睛變大，胸鰭加寬，以適應迴游至深海產卵。

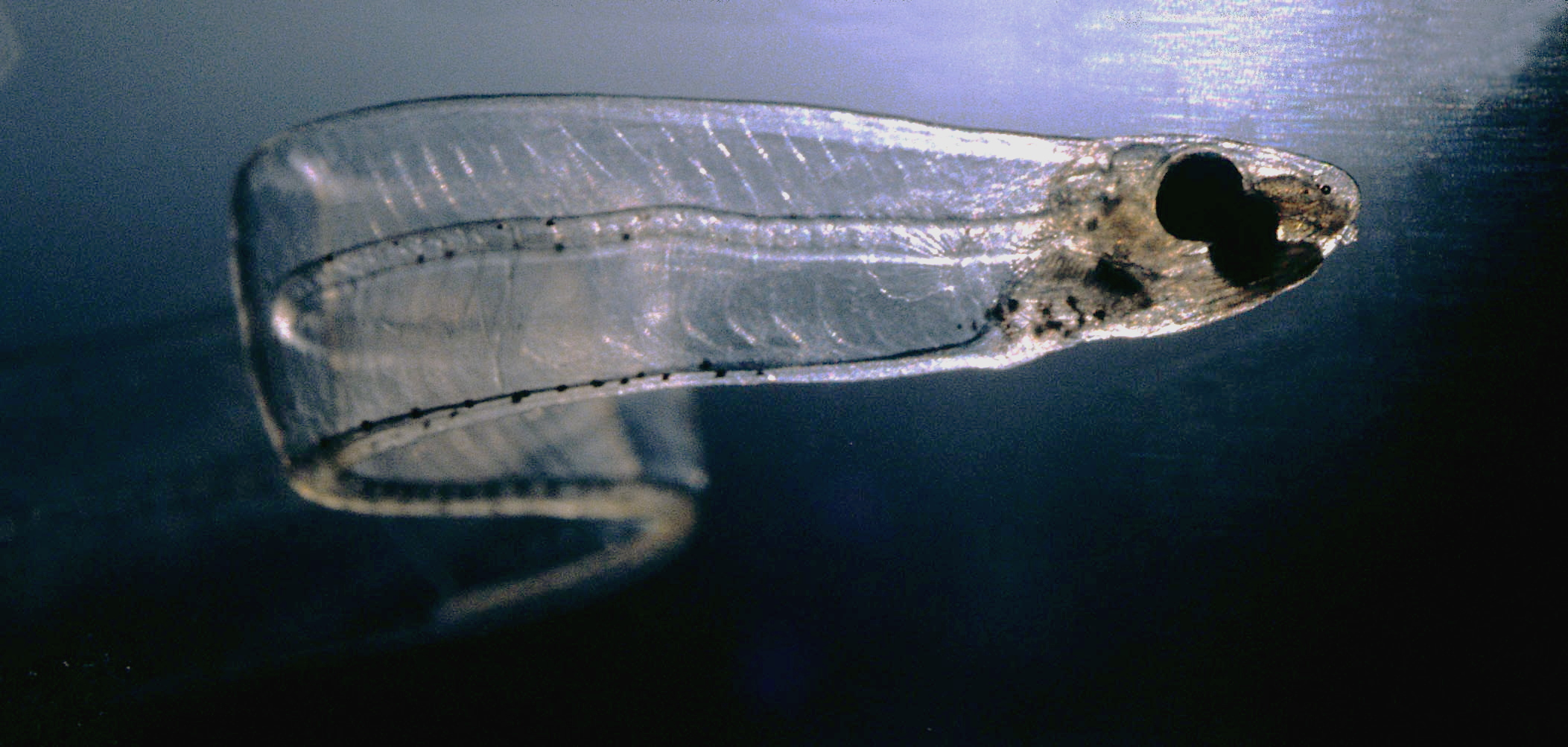
柳葉鰻時期。
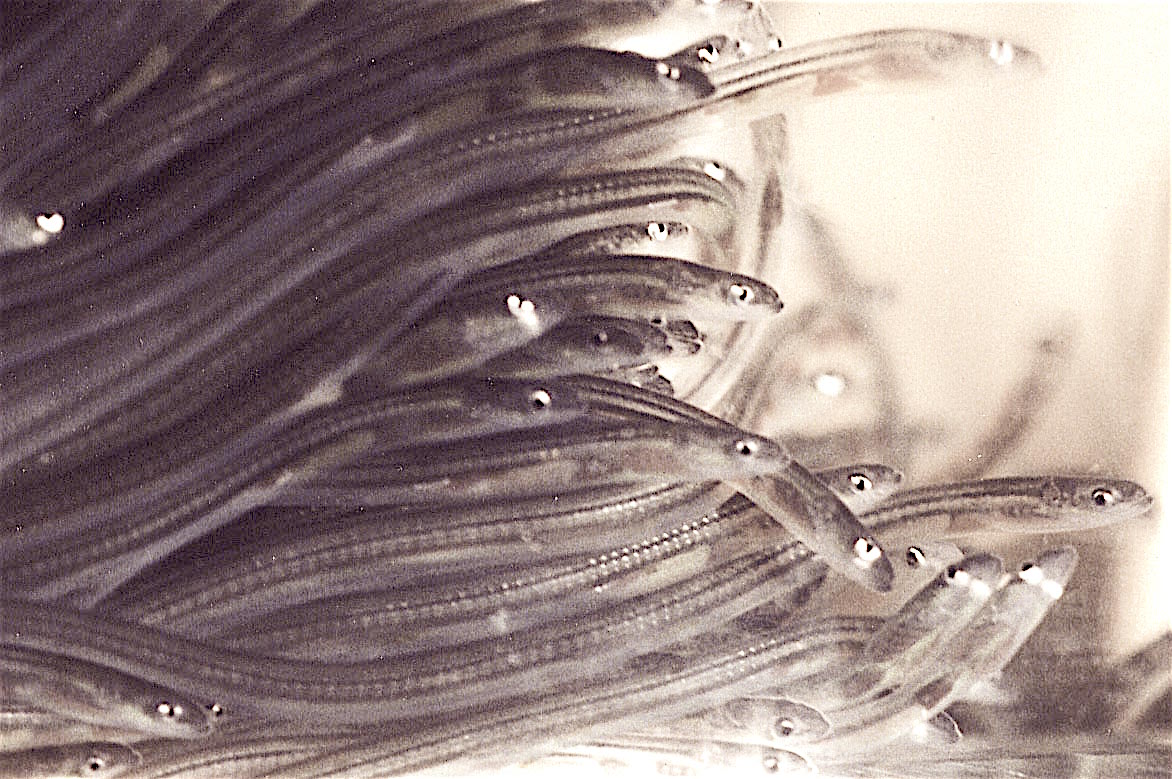
玻璃鰻時期，此時鰻魚會從大海游入淡水流域成長。
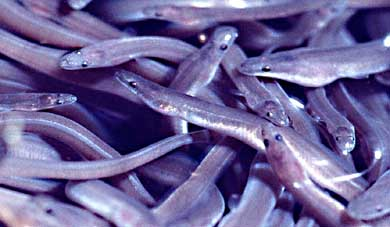
鰻線時期。
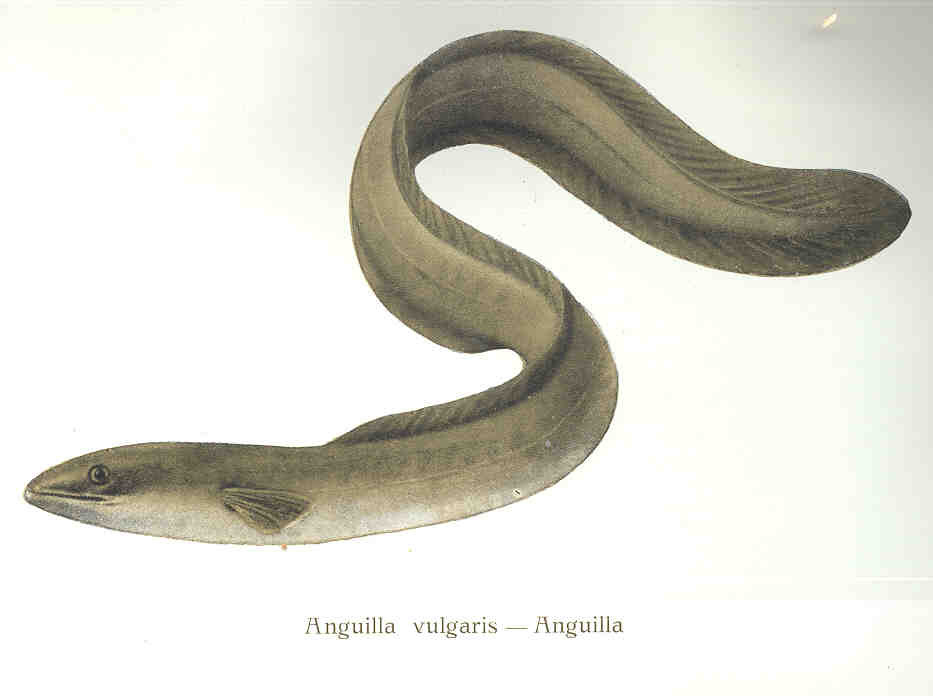
銀鰻時期，此時鰻魚會迴游回海中進行產卵。

鰻魚的性別是後天環境決定的，族群數量少時，雌魚的比例會增加，族群數量多則減少，整體比例有利於族群的增加。

## 亞目與科
以下分類參考自Neslon, Grande and Wilson 2016.：
- 原鰻亞目 Protanguilloidei
  - 原鰻科 Protanguillidae
- 通鰓鰻亞目 Synaphobranchoidei
  - 通鰓鰻科 Synaphobranchidae
- 鯙亞目 Muraenoidei
  - 異蝮鯙科 Heterenchelyidae
  - 軟糯鰻科 Myrocongridae
  - 鯙科 Moray eel|Muraenidae
- 擬鯙亞目 Chlopsoidei
  - 擬鯙科 Chlopsidae
- 康吉鰻亞目 Congroidei
  - 糯鰻科 Congridae
  - 長頸鰻科 Derichthyidae
  - 海鰻科 Muraenesocidae
  - 鴨嘴鰻科 Nettastomatidae
  - 蛇鰻科 Ophichthidae
  - 倭糯鰻科 Colocongridae
- 蚓鰻亞目 Moringuoidei
  - 蚓鰻科 Moringuidae
- 囊鰓鰻亞目 Saccopharyngoidei
  - 寬咽魚科 Eurypharyngidae
  - 囊鰓鰻科 Saccopharyngidae
  - 單頜鰻科 Monognathidae
  - 月尾鰻科 Cyematidae
- 鰻鱺亞目 Anguilloidei
  - 鰻鱺科 Anguillidae
  - 線鰻科 Nemichthyidae
  - 鋸鋤鰻科 Serrivomeridae

## 料理

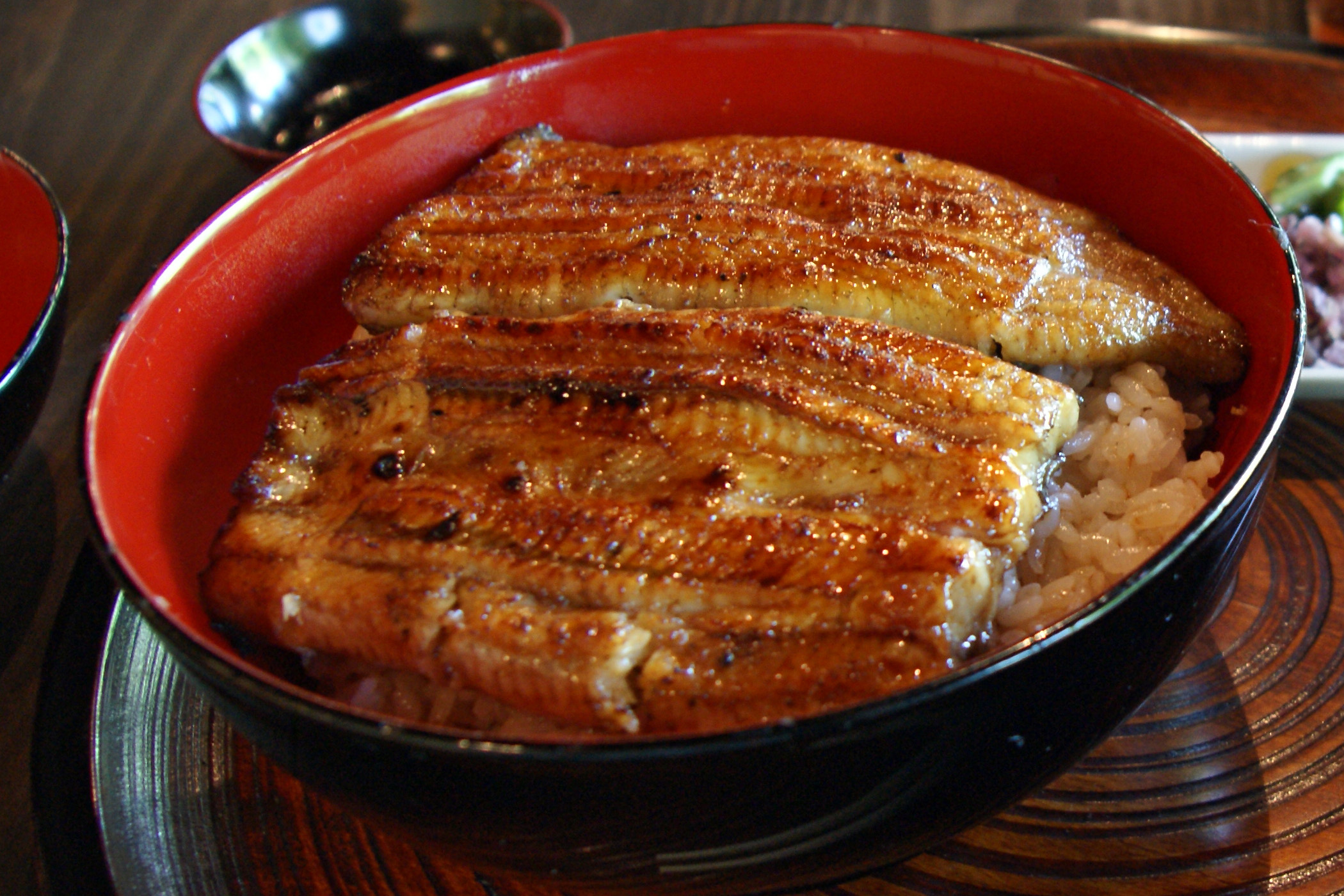
鰻魚飯，又稱鰻丼

鳗鱼口感軟嫩，富含不饱和脂肪酸，对于软化血管降低血脂极其有利。
日本料理經常使用淡水鰻（日语：／ unagi ?，主要为日本鳗）及海水鰻（日语：／ anago ?，康吉鰻尤其是星康吉鳗）。但一般鰻魚都不會作刺身及生食，這是由於鰻魚血液中含有毒性蛋白，必須經過加熱烹煮才能分解。如著名的日本握壽司「星鰻壽司」即在蒸熟之後以噴燈炙(或鐵網)烤數秒鐘之後方能上盤，其他鰻魚多半以蒲燒形式烹調，搭配米飯製成鰻魚飯。而日本人有於土用丑日吃鰻魚的習俗，始於江戶時代安永年間。根據傳說，某生意不太好的鰻魚店店主，因銷情未如理想，於是想出於店頭張貼「本日丑之日」，說吃了能保健康，結果銷情大好。此後，其他鰻魚店也依樣模仿，逐漸成為一種習慣。
粵菜及上海菜也常使用鰻魚。
韓國使用鰻魚膽汁加燒酒。
臺灣會將鯙魚去皮後油炸、清蒸或紅燒食用。
在歐美及其他地方則食用歐洲鰻及其他淡水鰻。一道傳統的倫敦菜即為鱔魚凍（Jellied Eels）。
犹太教規定教徒禁止食用鳗鱼。

## 類似魚種
因為分子生物學的進步，始魚的先祖分化關係變得明朗，也就造成分類的不同。
- 背棘魚科（Notacanthiformes）中的刺鰻（spiny eel）及（海蜥魚科）也非常像鰻魚。這些深海魚過去認為屬於北梭魚目（Albuliformes）的亞目。
- 電鰻並非鰻魚，而與鯰魚（catfish）較為相近。
- 黃鱔與泰國鱔像鰻魚，卻是合鰓目淡水底棲魚類。
- 八目鰻（或稱七鰓鰻）與盲鰻也很像鰻魚，但牠們都是無頜綱的魚類。

## 其他
在歐洲衹有英國可以用合法的手擲網方式捕鰻魚。數千年來手擲網是在英國柏瑞河（River Parrett）與塞文河（River Severn）實行的捕鰻魚方法。在中國廣東省江門市大廣海灣經濟區
設立台山鳗鱼RCEP农产品国际采购交易中心。
牠們的天敵有海蛇。

## 外部連結
- 臺灣魚類資料庫 （页面存档备份，存于） -- 中華民國中央研究院生物多樣性研究中心網站